# Мария Антония Австрийска
Мария Антония Австрийска (на немски: Maria Antonia von Österreich; * 18 януари 1669, Виена; † 24 декември 1692, Виена) от династията Хабсбурги, е ерцхерцогиня на Австрия и чрез женитба курфюрстиня на Бавария (1685 – 1692).

## Живот
Тя е единствената дъщеря на император Леополд I († 1705) и неговата съпруга, инфанта Маргарита-Тереза Испанска († 1673).
По нареждане на баща ѝ тя се омъжва на 15 юли 1685 г. във Виена за Максимилиан II Емануел (1662 – 1726) от династията Вителсбахи (линия Бавария-Мюнхен), курфюрст на Курфюрство Бавария. Тя е първата му съпруга. Бракът е нещастен.
През 1691 г. курфюрст Максимилиан II Емануел е избран за щатхалтер на Южна Нидерландия и се мести там през пролетта на 1692 г., а бременната Мария Антония се връща при баща си във Виена. Там ражда на 27 октомври 1692 г. третия си син Йозеф Фердинанд Баварски.
Мария Антония Австрийска страда от депресия и умира на 24 декември 1692 г. във Виена. Погребана е в императорската гробница до нейната починала рано майка.
Чрез майка си тя има право на испанското наследство. В завещанието си тя се отказва за себе си и нейните наследници от претенции за испанската корона и преписва частната си собственост на своя син. Тя нарежда също, че в случай на ранна смърт на нейния син, нейният баща, император Леополд I, и неговите роднини да получат наследството. Йозеф Фердинанд Леополд умира на 6 февруари 1699 г. в Нидерландия. Това събитие води до Войната за испанското наследство (1701 – 1714).

## Деца
Мария Антония и Максимилиан II Емануел имат три деца:
- Леополд Фердинанд (* 22 май 1689, Мюнхен; † 25 май 1689 ,Мюнхен), курпринц на Бавария
- Антон (*/† 28 ноември 1690, Мюнхен), курпринц на Бавария
- Йозеф Фердинанд Леополд (* 27 октомври 1692, † 6 февруари 1699), курпринц на Бавария и княз на Астурия